# Pollyanna
Pollyanna je původně dvoudílná knižní série pro děti, jejíž autorkou je americká spisovatelka Eleanor Hodgman Porterová. První díl s názvem Pollyanna byl publikován roku 1913 a jeho pokračování s názvem Pollyanna Grows Up (česky jako Pollyanna dorůstá) následovalo roku 1915. Tato série se stala velmi oblíbenou, a proto po smrti autorky na sérii navázala Harriet Lummis Smithová. Knihy z pera Smithové ale již takovou popularitu nezískaly a postupně vyšly z tisku. Na sérii navázaly také Elizabeth Borton, Margaret Piper Chalmers, Virginia May Moffitt a Colleen L. Reece. Kniha byla několikrát zfilmována.
Po vzoru této postavy se jméno Pollyanna začalo přeneseně používat pro neotřesitelné optimisty. Ke jménu se také váže tzv. Pollyannin princip.

## Děj
Jedenáctiletá Pollyanna Whittierová přijíždí do městečka Beldingsville za svojí přísnou tetou Polly, u které má po smrti rodičů žít. Teta o ni ale nestojí a bere si ji k sobě jen proto, že cítí povinnost vůči své zesnulé sestře. Pollyanna má výjimečný pohled na svět – nikdy neztrácí optimismus ani dobrou náladu. Její otec ji totiž naučil hrát „Hru na radost“, což znamená, že se Pollyanna v každé situaci snaží najít něco dobrého, a její nakažlivý optimismus postupně rozzáří celé město. Nakonec si Pollyanna dokáže získat i srdce své přísné tety Polly.
Její radostný přístup k životu ale projde tvrdou zkoušku, když ji srazí auto a ona zjistí, že už možná nikdy nebude moct chodit. Pollyanna propadá smutku a ztrácí chuť do života. Tehdy ale zasáhnou místní obyvatelé, kteří si uvědomí, jak moc pro ně Pollyanna znamená, a přicházejí ji podpořit. Díky jejich vděčnosti a vřelým slovům Pollyanna opět najde naději a dokáže se radovat i z toho, že kdysi chodit mohla. Teta Polly se nakonec znovu sblíží se svou starou láskou, doktorem Chiltonem, a Pollyanna se zotaví v nemocnici, kde se pomalu učí znovu chodit. Její život je teď díky prožitému trápení hlubší a její radost silnější než kdy předtím.

## Knihy série a jejich autorky
Eleanor H. Porter

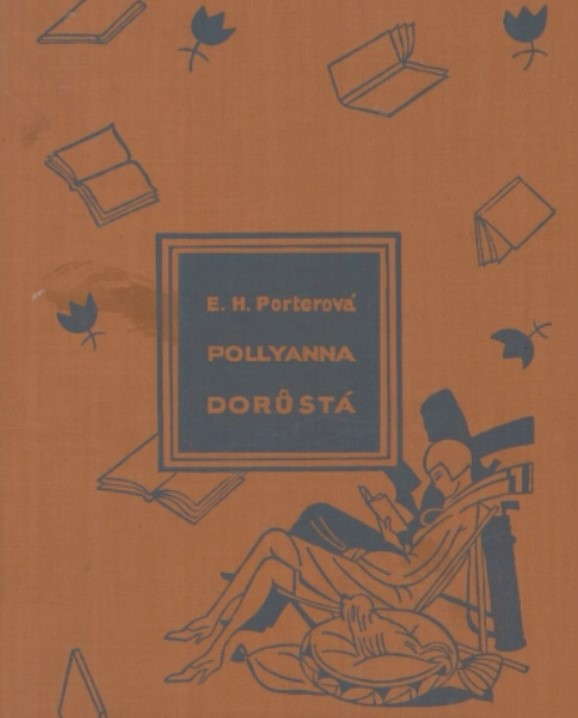
Polyanna dorůstá, obálka českého vydání, 1930

- Pollyanna: The First Glad Book (1913)
- Pollyanna Grows Up: The Second Glad Book (1915)

Harriet Lummis Smith
- Pollyanna of the Orange Blossoms: The Third Glad Book (1924)
- Pollyanna's Jewels: The Fourth Glad Book (1926)
- Pollyanna's Debt of Honor: The Fifth Glad Book (1927)
- Pollyanna's Western Adventure: The Sixth Glad Book (1929)

Elizabeth Borton
- Pollyanna in Hollywood: The Seventh Glad Book (1931)
- Pollyanna's Castle in Mexico: The Eighth Glad Book (1934)
- Pollyanna's Door to Happiness: The Ninth Glad Book (1936)
- Pollyanna's Golden Horseshoe: The Tenth Glad Book (1939)

Margaret Piper Chalmers
- Pollyanna's Protegee: The Eleventh Glad Book (1944)

Virginia May Moffitt
- Pollyanna at Six Star Ranch: The Twelfth Glad Book (1947)
- Pollyanna of Magic Valley: The Thirteenth Glad Book (1949)

Elizabeth Borton
- Pollyanna and the Secret Mission: The Fourteenth Glad Book (1951)

Colleen L. Reece
- Pollyanna Plays the Game (1995)
- Pollyanna Comes Home (1997)

## České překlady a vydání
Přeložil Josef Vorel
- Pollyanna: Kniha radostí. Díl I. (Praha: Sfinx – Bohumil Janda, 1929)[3]
- Pollyanna: Kniha radostí. Díl II. (Praha: Sfinx – Bohumil Janda, 1929)[4]
- Pollyanna se vdala: Třetí kniha radosti (Praha: Sfinx – Bohumil Janda, 1930)[5]
- Pollyanniny klenoty: Čtvrtá kniha radosti (Praha: Sfinx – Bohumil Janda, 1931)[6]
- Pollyannin čestný dluh: Pátá kniha radosti (Praha: Sfinx – Bohumil Janda, 1931)[7]

Přeložil Lumír Mikulka
- Pollyanna (Praha: Knižní klub, 2010)[8]

## Vybrané adaptace

### Divadelní hra

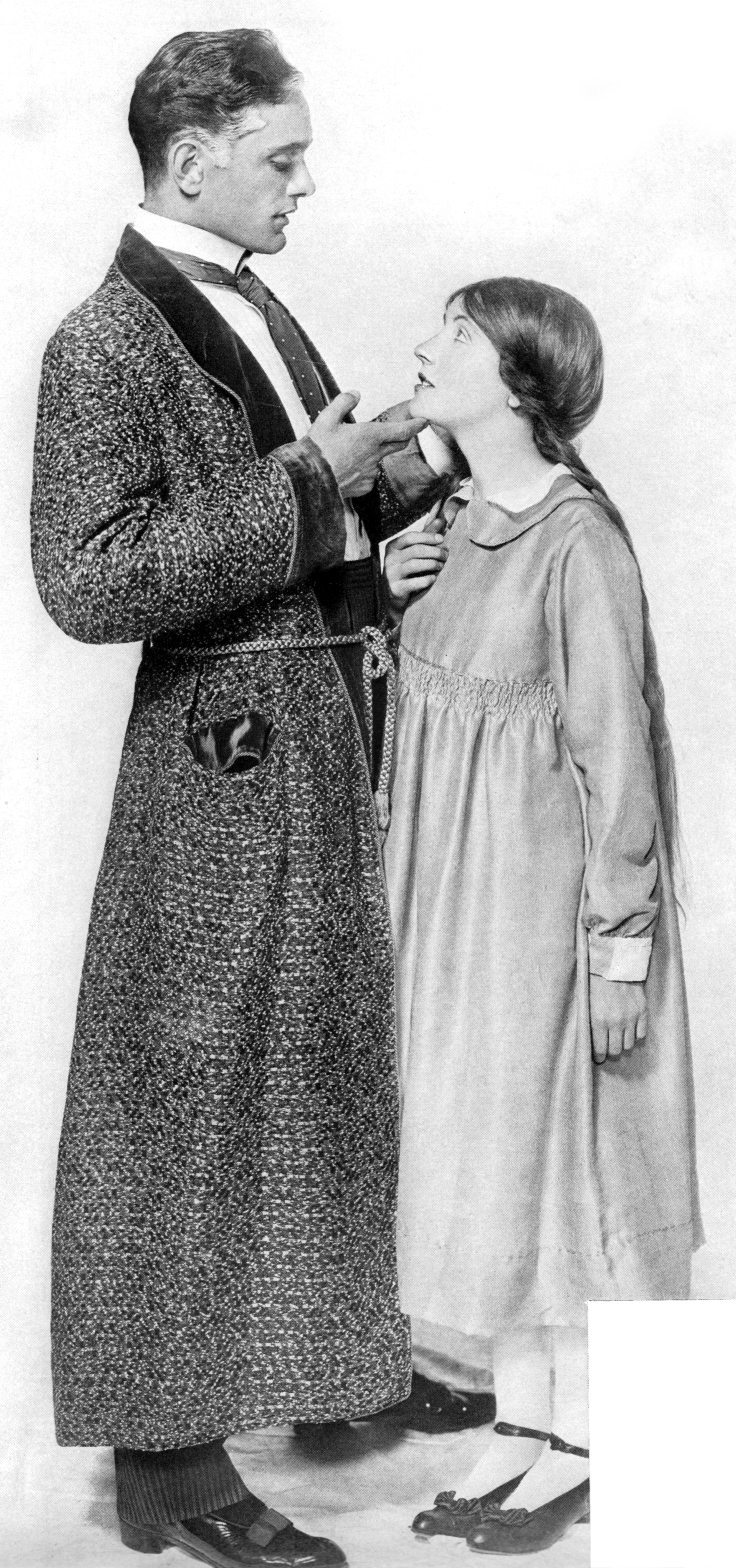
Philip Merivale a Patricia Collinge v broadwayské produkci Pollyanny z roku 1916

Catherine Chisholm Cushingová knihu adaptovala do komedie o čtyřech dějstvích s názvem Pollyanna: The Glad Girl. Hra byla s velkým úspěchem uvedena na Broadwayi roku 1916 v hlavní roli s Patriciou Collinge. Tehdejší kritika hru zhodnotila slovy: „Cushingová vzala příběh o Pollyanně a její nakažlivé radosti, pořádně ho rozkrájela, překopala a překroutila, až z něj vznikla svižná, dramatická a živoucí podívaná.“ V letech 1918 a 1919 putovala inscenace po USA a Kanadě v hlavní roli s devatenáctiletou Violou Harperovou (roz. Harpmanovou).

### Filmové adaptace
Roku 1920 byla kniha zfilmována v režii Paula Powella v hlavní roli s Mary Pickfordovou, které bylo v té době 27 let. Film sklidil obrovský úspěch a byl považován za jeden z klíčových snímků její kariéry.
Roku 1960 vznikla adaptace od Walta Disneyho v režii Davida Swifta v hlavní roli s Hayley Mills.
Roku 1973 vznikl šestidílný seriál od společnosti BBC v hlavní roli s Elizabeth Archard.
Roku 2003 Pollyannu režírovala Sarah Harding v hlavní roli s Georginou Terry.

### Rozhlasová hra
Na motivy příběhu vznikla roku 2014 česká rozhlasová hra, kterou pro Český rozhlas připravila Věra Eliášková a kterou režíroval Petr Mančal.